# Armin Bačinovič
Armin Bačinovič (ur. 24 października 1989 w Mariborze) – słoweński piłkarz występujący na pozycji pomocnika.

## Kariera klubowa
Armin Bačinovič jest wychowankiem słoweńskiego Mariboru. W pierwszej drużynie grał od 2007 roku. W sumie w lidze słoweńskiej rozegrał 79 spotkań i strzelił 6 bramek. 27 sierpnia, czyli dzień po wyeliminowaniu Mariboru z Ligi Europy przez US Palermo, Bačinovič trafił właśnie do ekipy z Serie A. W sezonie 2012/2013 był wypożyczony do Hellasu. Zawodnikiem Palermo był do roku 2014. Następnie występował w Virtusie Lanciano, Ternanie oraz Sambenedettese.

## Kariera reprezentacyjna
W reprezentacji Słowenii piłkarz ten zadebiutował 12 sierpnia 2009, w spotkaniu eliminacji do Mistrzostw Świata przeciwko San Marino.